# نوردرهایشتدت
نوردرهایشتدت (به آلمانی: Norderheistedt) یک شهر در آلمان است که در دیمارشن واقع شده‌است. شهر نوردرهایشتدت ۱۵۵ نفر جمعیت دارد.